# 春日井市立高森台小学校
春日井市立高森台小学校（かすがいしりつ たかもりだいしょうがっこう）は、愛知県春日井市高森台にある公立小学校。

## 概要
- 高森台1-4丁目、高森台8-10丁目が校区であり、公立中学校の進学先は春日井市立高森台中学校である[1]。
- 高蔵寺ニュータウンにある小学校であり、高森台団地の入居開始に合わせて開校した。高蔵寺ニュータウンの小学校としては2016年に廃校となった春日井市立西藤山台小学校と同じ年の開校である。

## 沿革
- 1973年（昭和48年）4月1日 - 春日井市立藤山台小学校より分離し、開校。
- 1976年（昭和51年） - 体育館が完成する。
- 1980年（昭和55年）4月1日 - 春日井市立東高森台小学校、春日井市立石尾台小学校を分離しする。

## 交通アクセス
- 名鉄バス高蔵寺ニュータウン線、春日井線、桃花台線「高森台」バス停より徒歩約6分。

高蔵寺駅北口より【80・81・82・83・84・85・86系統】。
勝川駅より【40系統】。
- かすがいシティバス東環状線「高森台」バス停より徒歩約6分。
- サンマルシェ循環バス石尾台ルート、藤山台ルート「高森台郵便局」バス停より徒歩約3分。

## 周辺施設
- 愛知県立高蔵寺高等学校
- 春日井市立高森台中学校
- 春日井市立石尾台中学校
- 春日井市立東高森台小学校
- 春日井市立石尾台小学校
- 春日井市立中央台小学校
- 高森台保育園
- 高森山公園
- 東部市民センター
- 高蔵寺高森台郵便局
- 名鉄バス春日井営業所